# Saint-Hélen
Saint-Hélen ist eine französische Gemeinde mit 1.535 Einwohnern (Stand 1. Januar 2022) im Département Côtes-d’Armor in der Region Bretagne; sie gehört zum Arrondissement Dinan und zum Kanton Lanvallay. Das Flüsschen Coëtquen passiert den Staatsforst Forêt domaniale de Coëtquen und erreicht beim Ort Coëtquen die Burgruine Coëtquen.

## Bevölkerungsentwicklung
| Jahr                       | 1962 | 1968 | 1975 | 1982 | 1990 | 1999 | 2006 | 2016 |
| Einwohner                  | 1002 | 971  | 973  | 936  | 974  | 1031 | 1174 | 1463 |
| Quellen: Cassini und INSEE |      |      |      |      |      |      |      |      |

## Sehenswürdigkeiten
- Burgruine Coëtquen (15. Jahrhundert) – Monument historique.
- Forêt de Coëtquen
- Die Allée couverte du Bois du Rocher ist ein Galeriegrab auf einem Hügel östlich des Weilers La Ganterie, zwischen Saint-Hélen und La Vicomté-sur-Rance.

Siehe auch: Liste der Monuments historiques in Saint-Hélen